# Cesar Jao
Cesar Jao (poenostavljeno kitajsko: 尧; tradicionalno kitajsko: 堯; pinjin: Yáo; Wade–Giles: Yao).

## Predniki in zgodnje življenje
Njegovo predniško ime (姓) je Ji Či (伊 祁) ali Či (祁), ime klana (氏) je Taotang (陶唐), rojstno ime je Fangšun (放 勋), kot drugi sin cesarja Kuja in Čingdu (庆 都). Bil je znan tudi kot Tang Jao (唐尧).

## Zapuščina
Jaova dobrotljivost in skrbnost, ki so ga pogosto slavili kot moralno popolnega in inteligentnega kralja-modreca, sta bili vzor bodočim kitajskim vladarjem in cesarjem. 
Zgodnji Kitajci pogosto govorijo o Jau, Šunu in Juju Velikem kot o zgodovinskih osebnostih, sodobni zgodovinarji pa verjamejo, da lahko predstavljajo poglavarje zavezniških plemen, ki so v prehodnem obdobju v patriarhalno fevdalno družbo vzpostavili enoten in hierarhičen sistem vladanja. V Klasični zgodovini, eni od petih klasik, začetna poglavja govorijo o Jau, Šunu in Juju.

## Legende
Po legendi, je Jao postal vladar pri 20 letih in umrl pri 119, ko je svoj prestol predal Šunu Velikemu, kateremu je dal svoji dve hčerki v zakon.

## Prispevki
Jao naj bi med njegovimi številnimi prispevki izumil igro Vejči, ki naj bi ugodno vplivala na njegovega napadalnega igrivega sina Dandžuja.